# Voyage à reculons en Angleterre et en Écosse
Voyage à reculons en Angleterre et en Écosse – powieść Juliusza Verne’a, napisana w latach 1859-1860, wydana po francusku w 1989. Składa się z jednego tomu podzielonego na 48 rozdziałów.
Dotychczas (sierpień 2008) nie została opublikowana po polsku, jednak w niektórych źródłach spotkać się można z tłumaczeniem tytułu powieści – Podróż wsteczna do Anglii i Szkocji. Przetłumaczona została na osiem innych języków europejskich.
Dwaj bohaterowie powieści – Jacques i Jonathan – odbywają podróż z Francji do Anglii i Szkocji. Trasa prowadzi kolejno przez: Paryż, Nantes, Saint-Nazaire, Bordeaux, Liverpool, Glasgow, Edynburg, Londyn, Newhaven w pobliżu Brighton, Dieppe.